# 트럼프 타워
트럼프 타워(Trump Tower)는 미국 뉴욕에 있는 마천루로, 현재 뉴욕에서 54번 째로 높은 빌딩이다.

## 같이 보기
- 마천루 목록